# 八德廣行宮
八德廣行宮，又稱八德清水巖、八德祖師廟，主奉福建泉州安溪縣的高僧清水祖師，為一座道教、佛教融合的祖師廟，建於1979年。

## 沿革
1960年代，道士李進長在高雄甲仙雕刻了一尊清水祖師神像奉祀家中，隨即依照神諭到花蓮開設鸞堂「感修堂」。
1975年，「感修堂」由花蓮遷到桃園八德租屋，並開始扶乩為信眾解惑。
1977年，因與員林廣天宮締結姐妹廟，故改稱「廣行宮」。檀越蔡萬樹、王添火等為了還願，捐地獻金建廟，1979年完工。
1991年發起募捐重建，1993年動工，1995年完工，耗資新臺幣五千萬元。廟內有故縣長劉邦友題匾。
特別的是，廟內奉祀一尊「狗頭人身」的神靈，名為「韓犬將軍」，相傳是李進長早年施法救人，這隻狗代替當事人犧牲性命，因而奉祀。